# De blauwe zaden
De blauwe zaden is een hoorspel uit 1976. De laatste en vijfde serie uit de Matt Meldon-cyclus geschreven door de Belg Paul van Herck.
In de hoofdrollen speelde steevast Bert Dijkstra als Matt Meldon en Paul van der Lek als Generaal Stevens.
- Genre: sciencefiction
- Auteur: Paul van Herck
- Bewerking: Tom van Beek
- Regie: -
- Techniek:
- Aantal delen: 32
- Tijdsduur: 572 minuten
- Muziek: Pink Floyd, "Shine On You Crazy Diamond"

## Het verhaal
In 'de blauwe zaden' vindt Matt een steen met geheime tekens op zijn erf. Deze tekens duiden op een miljoenen jaar oude buitenaardse beschaving. Maar niet alleen Matt Meldon heeft belangstelling voor deze stenen. Het is ook de Duitser Von Sommeren (Jan Borkus) die het geheim van de blauwe zaden wil aanwenden om de wereldheerschappij te veroveren.
"Syd's theme" (Bes-F-G-E), een thema uit "Shine On You Crazy Diamond" van Pink Floyd, wordt gebruikt als intro, outro, en bij scènewisseling. Op de een of andere manier sluit deze muziek goed aan bij het tijdloze en futuristische karakter van dit hoorspel.
Rolverdeling:
- Matt Meldon - Bert Dijkstra
- Stevens - Paul van der Lek
- Valerie Rainer - Corry van der Linden
- Cagney - Johan te Slaa
- Bibliothecaresse - Elly den Haring
- Journalist - Olaf Wijnandts
- Dokter - Hans Karsenbarg
- Mexicaan/Pedro - Kees van Ooyen
- Hotellier - Jan Apon
- Sheriff/Von Sommeren - Jan Borkus
- Professor Marcus - Frans Somers
- Inspecteur Conners - Hans Hoekman
- Rechercheur Danny - Frans Kokshoorn
- Commissaris Henderson - Peter Aryans
- Baxter/stem post 25 - Theo van den Oever
- Stem - Tom van Beek
- Nieuwslezer - Tom van Beek
- Rector Universiteit - Hans Veerman
- Krantenboer - Dries Krijn
- Meneer Crone - Joop van der Donk
- Miller - Hans Karsenbarg
- Omroeper - Tom van Beek
- Frank - Gees Linnebank
- Louis Perrera - Bob Goedthart
- Fernandez - Lou Landré
- Indiaanse verteller - Kommer Kleyn
- Reiter - Hans Veerman
- Douanier - Tom van Beek
- Braziliaanse rechercheur - Joop van der Donk
- Dronken Braziliaan - Ger Smit
- Jack - Donald de Marcas
- Wacht - Johan Sirach
- Commandant Berriente - Bert van der Linde
- Doctor Floyd - Bob Weesman